# دار عثمان

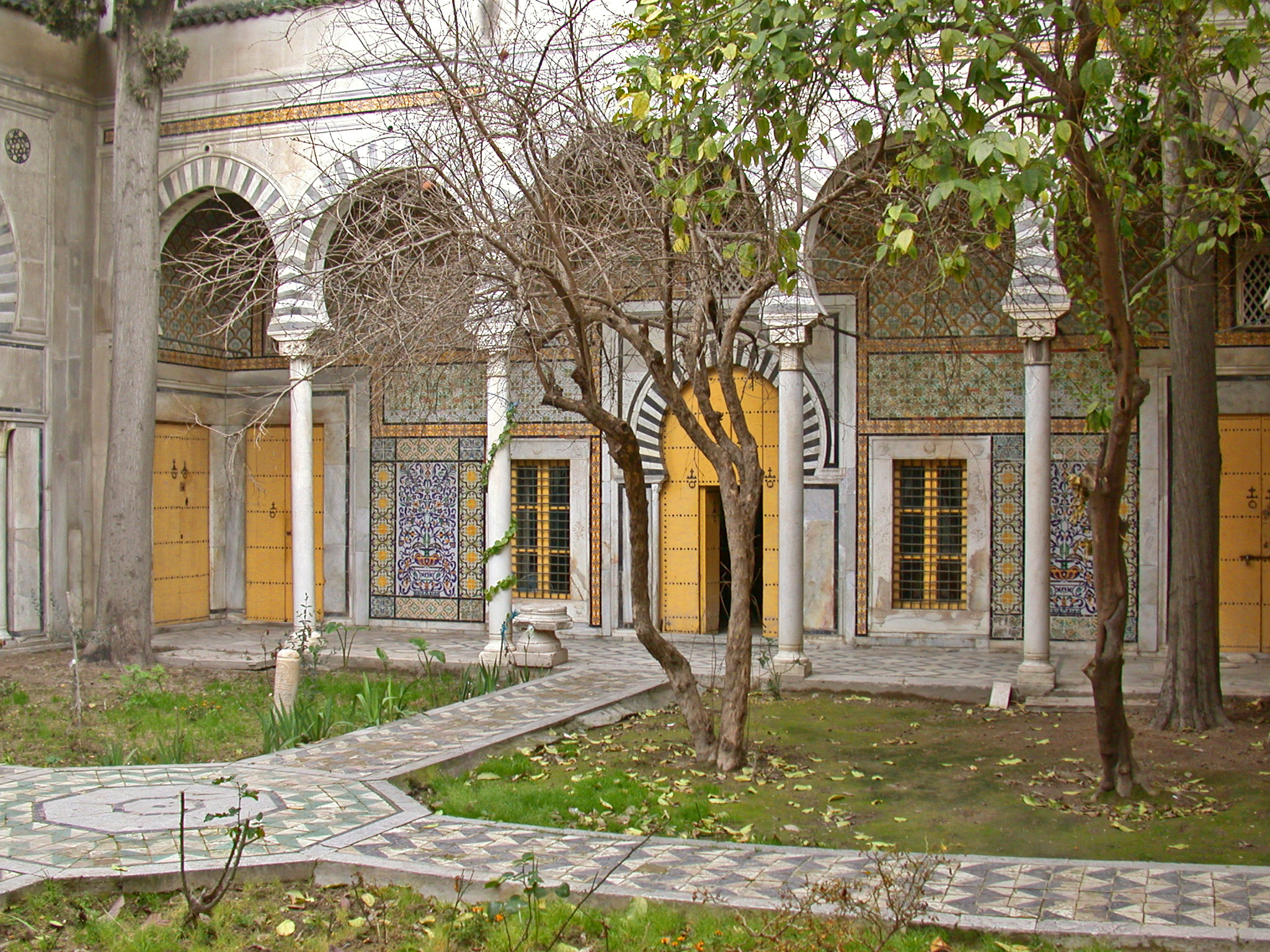
بلاط و فناء دار عثمان

دار عثمان هو معلم تاريخي تونسي وهو قصر سابق لعثمان داي و يقع في المنزل 16 شارع المبزع في الجزء الجنوبي من مدينة تونس العتيقة.

## التاريخ
بني المبنى في أواخر القرن السادس عشر (حوالي 1595) من قبل عثمان داي (حكم من 1593 حتي 1610) ليكون بمثابة مقر مدينته. خلال النصف الأول من القرن التاسع عشر الملك حسين باي بن محمد أحدث العديد من التغييرات وحول المبنى إلى مستودعات تخزين المواد الغذائية لجنود ثكنة قريبة، ومن هنا جاء اسمها دار الشركة الأولى (المستودع).و في وقت لاحق وكان استعمل المبنى من قبل محمد الصادق باي و الوزير الكبير مصطفى بن إسماعيل الذي جعله منزلا له.
أدرج المنزل كمعلم تاريخي في عام 1936،و حول لأول مرة في عام 1960 إلى المعهد الوطني للتراث. في الوقت الحاضر، هو تحت غطاء مدينة تونس العتيقة.

## الوصف

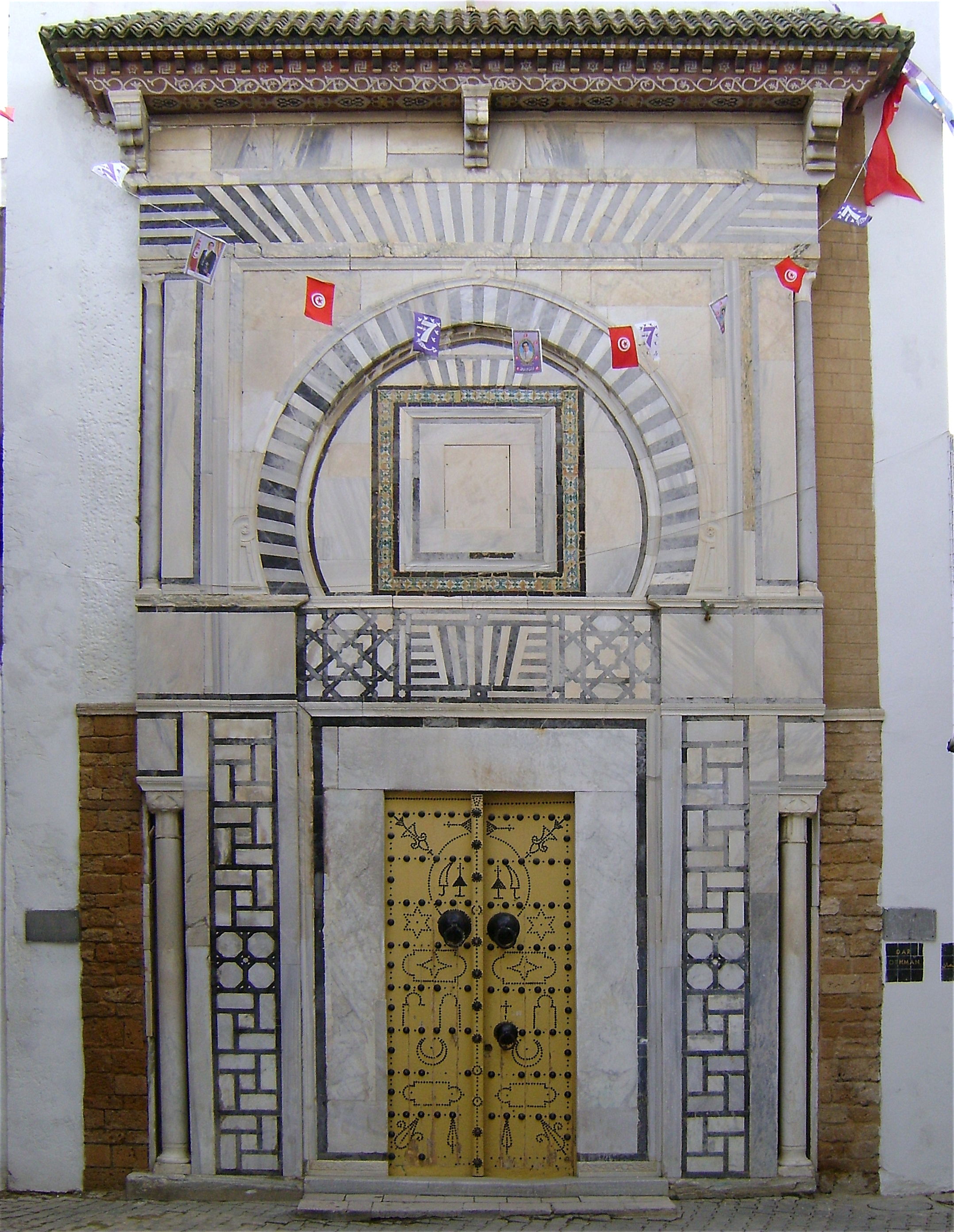
واجهة منزل دار عثمان

من الخارج، تقف واجهة تصميم مهيبة تضم عددا من العناصر المعمارية والزخرفية الجميلة التي سيطر عليها استخدام الرخام الأبيض والأسود الذي يعكس تأثيرات شرقية.هذه الواجهة، هدفها تضخيم الباب الأمامي، ويحيط في الجزء السفلي من الواجهة عمودين من الرخام الأبيض مقتبسة من العواصم الأندلسية في حين الأعمدة في القمة هي على النمط الحفصي. و يعلو الباب وإطاره نصف دائرة مزخرفة في شكل حدوة حصان بالأبيض والأسود.
من الباب الأمامي نجد دهليز مربع ومدهون بالحجر الجيري و يحيط بالأسوار مقاعد حجرية. يتكون السقف من عوارض خشبية متداخلة صعودا وهبوطا، والديكور هو من الجص و الهندسة و النبات مستلهمة من الأندلس.
الدهليز يطل على ساحة مركزية محاطة من الجانبين بواسطة أروقة مؤلفة من أقواس مزخرفة بالأبيض والأسود بالتناوب على أعمدة من الرخام الأبيض من الأندلس تحيط بالصحن من الجهات الأربع، كل منها يحتوي على تجويفين في شكل "T"، و تفتح هذه الغرف على الفناء مع أبواب تحتوي على أقواس مدببة بأرصفة الرخام.
الجدران هي غنية جدا بما في ذلك ألواح الرخام والأعمدة وتيجان على نظام كورنثي مع أقواس حدوة حصان وزخرفة اللوحات والرخام و خزف و كذلك لوحات الجص المنحوتة بشكل معقد من الزخارف الأندلسية (هندسية، مسننة وضفائر و عناصر من الزهور وأقواس منحنية الأضلاع المستقيمة) و على الطراز العثماني (أشجار السرو والزهور).
دار عثمان هي النموذج الأول لبيوت الوجهاء وذوي المكانة الرفيعة في تونس من القرن السابع عشر إلى القرن التاسع عشر.
في مجال الهندسة المعمارية التقليدية أخذت عن إفريقية و الفترة الحفصية بتونس و تم إضافة تأثيرات أندلسية و عثمانية.

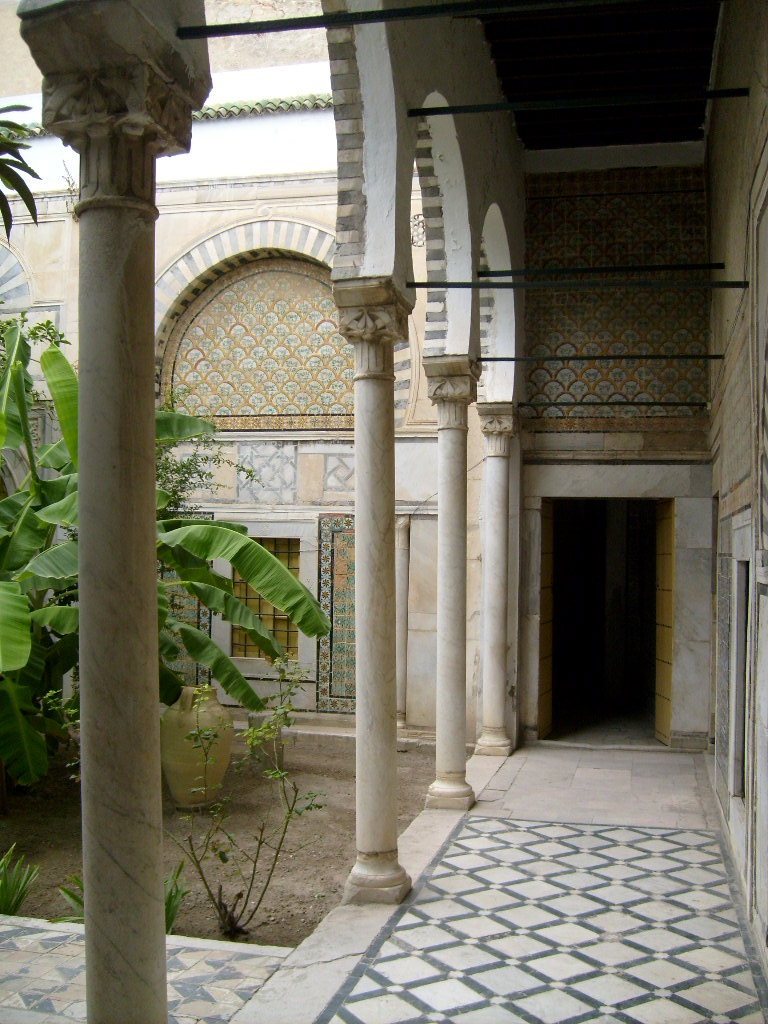
أعمدة من الرخام الأبيض في فناء الدار و هي على الطريقة الأندلسية.
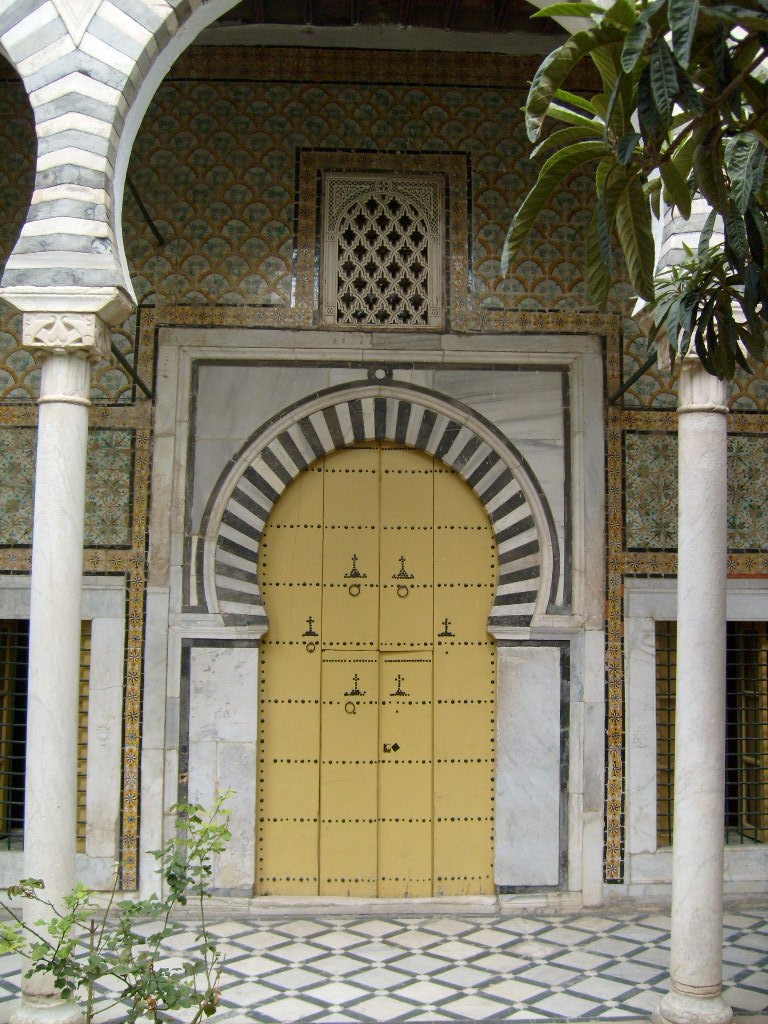
واحد من الأبواب المزين بالأقواس و الزخرفة الأندلسية بالأبيض و الأسود.
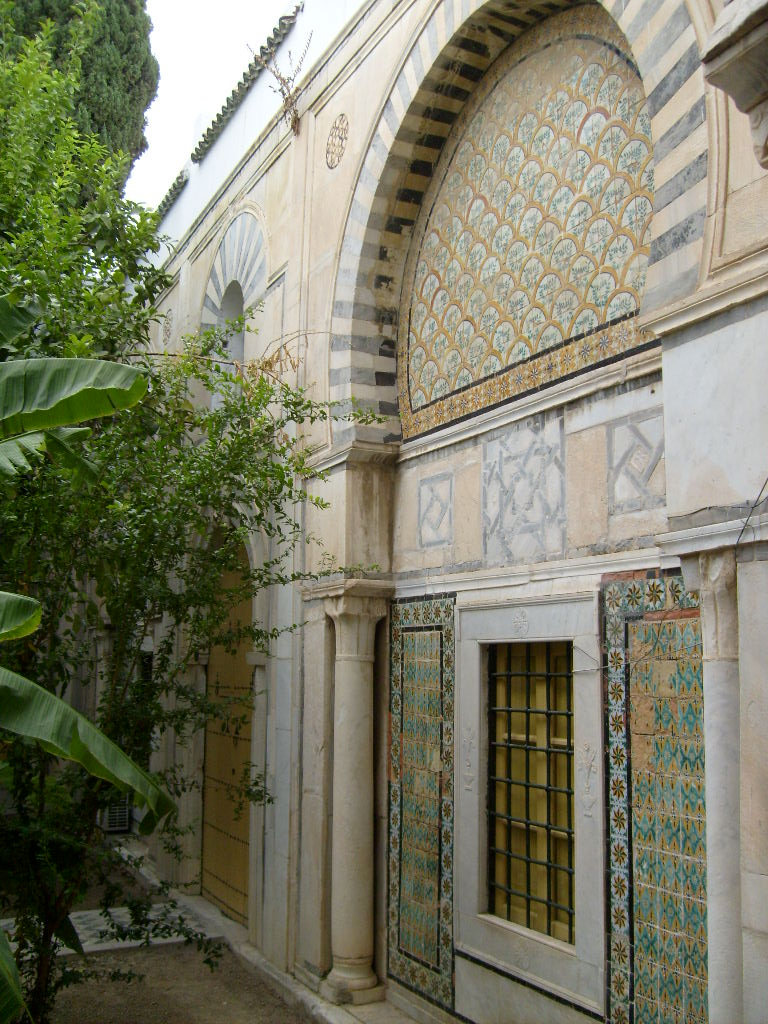
تفاصيل جدران دار عثمان.
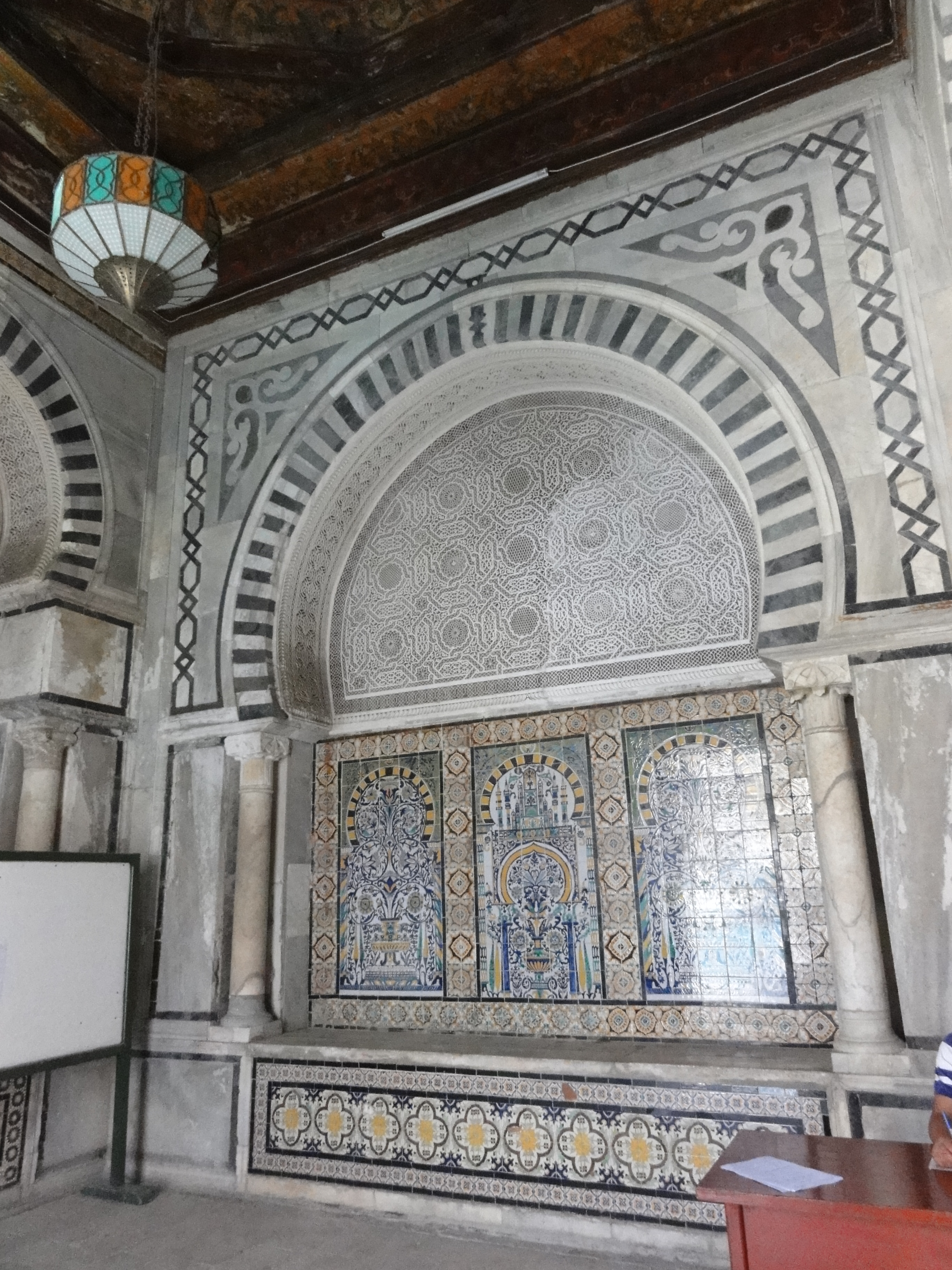
مثال على منطقة داخلية من دار عثمان التي تجمع بين المنحوتات و الجص و الرخام و السيراميك.

## وصلات خارجية
- زيارة إفراضية لدار عثمان.

1. 1 2  "Wiki Loves Monuments monuments database". 3 نوفمبر 2017.
2. ↑  وصلة مرجع: http://www.docartis.com/Tunisia_Decreti/DECRETS/Pagine/1922_25janvier.html.